# George re della giungla...?
George re della giungla...? (George of the Jungle) è un film del 1997 diretto da Sam Weisman. È basato sui personaggi della serie animata George della giungla del 1967. Ha come protagonisti Brendan Fraser, un uomo primitivo allevato dagli animali in una giungla africana, Leslie Mann come il suo ricco americano interesse amoroso, e Thomas Haden Church come il suo perfido rivale in amore.

## Trama
Il film si apre con un'introduzione a cartoni animati nella quale un aereo precipita, schiantandosi a terra, mentre sorvola il "cuore dell'Africa", più precisamente una regione fittizia chiamata Bukuvu. L'unico sopravvissuto è un neonato che cresce nella giungla africana con gli altri animali selvatici. Venticinque anni dopo, ormai adulto, il neonato diventa "George il re della giungla", un goffo e imbranato tarzanide che vive in una capanna sull'albero in compagnia del tucano Tookie, dello spiritoso gorilla chiamato Scipione, dell'elefante Shep e di una cebo cappuccino.
Il live-action inizia seguendo le vicende di Ursula Stanhope, un'ereditiera che sta esplorando la giungla del Bukuvu accompagnata dal signor Kwame e da un gruppo di uomini del posto. Lei è arrivata in Africa da sola, ma viene presto raggiunta dal suo ricco fidanzato Lyle Van De Groot, che l'ha trovata con l'aiuto di Max e Thor, due imbranati bracconieri. La sera, il signor Kwame racconta al gruppo la leggenda della "scimmia bianca", un misterioso primate dotato di una grande forza che vive nel cuore della giungla del Bukuvu. Il mattino seguente, durante l'esplorazione, Lyle per poco causa la morte di uno degli accompagnatori e scappa vigliaccamente quando lui e Ursula vengono attaccati da un leone. George interviene salvandola dalla bestia e la porta nella sua dimora, mentre Lyle raggiunge il resto del gruppo affermando di essere stato attaccato dalla scimmia bianca.
Mentre Lyle e il resto del gruppo si aggira per la foresta in cerca di Ursula, questa del frattempo convive con George e Scipione, imparando a dondolarsi sulle liane e innamorandosi di George, nonostante le sue buffonate animalesche. Tre giorni dopo il rapimento di Ursula, Lyle e il suo gruppo trovano la capanna sull'albero di George e Lyle accidentalmente lo ferisce al braccio, mentre questo cercava di impedire a Thor e Max di sparare dardi tranquillanti a Scipione. Mentre Lyle viene arrestato per l'uso di un'arma da fuoco su un altro individuo, Ursula porta George nella sua casa a San Francisco per farlo medicare e gli compra dei vestiti. Mentre esplora la città, George salva la vita di un parapendista, diventando una celebrità. Con l'aiuto di George, Ursula trova il coraggio di affrontare la prepotente madre Beatrice, rifiutandosi di sposare Lyle. La signora Stanhope non sta a genio che sua figlia rifiuti un benestante come Lyle a favore del selvaggio George, così gli intima di andarsene minacciandogli di "asportare il motivo per cui porta il perizoma".
Nel frattempo, durante l'assenza di George, Max e Thor assalgono la capanna sull'albero e catturano Scipione con l'intenzione di sfruttare la sua capacità di parlare per arricchirsi. Il gorilla chiede aiuto a Tookie, che vola fino a San Francisco da George, riferendogli quello che sta succedendo. George così torna in Africa chiudendosi in un pacco postale e viene inseguito da Ursula, che vuole accompagnare l'amato. George raggiunge la capanna sull'albero e riesce a sconfiggere i due bracconieri con l'aiuto di Ursula e del resto dei suoi amici animali e libera Scipione dalla gabbia. All'improvviso appare Lyle, che si è scarcerato divenendo il prete di una setta religiosa e intende sposare forzatamente Ursula con l’aiuto dei mercenari della setta. Dopo una prolungata e scatenata battaglia finale, George riesce a salvare Ursula dal malvagio.
Nel finale, George e Ursula si sposano nella giungla e qualche tempo dopo hanno un figlio, George Jr., che George mostra agli animali africani sollevandolo dalla cima della Rupe dei Re, mentre Scipione intraprende la carriera da cantante esibendosi a Las Vegas in uno spettacolo dove intona My Way di Frank Sinatra.

## Distribuzione
Il film venne prodotto dalla Walt Disney Pictures con la Mandeville Films e originariamente distribuito nei cinema il 16 luglio 1997.

## Edizioni home video
DVD
La prima edizione DVD del film in Italia fu distribuita nel 1999 dalla Warner Home Video. Questo, come altri DVD Disney distribuiti dalla Warner, era privo di contenuti speciali. Il suo codice EAN è: 7321956345117.
La seconda edizione DVD del film in Italia venne distribuita dalla Buena Vista. Uscì nel Febbraio 2002. Il suo codice EAN è: 8007038050160. Anche questa edizione è priva di contenuti speciali.
La terza edizione DVD del film in Italia venne distribuita nuovamente dalla Buena Vista nel Novembre 2006. Il suo codice EAN è: 8007038052348. Quest'ultima edizione come le precedenti è anch'essa priva di contenuti speciali.

## Sequel
Un sequel direct-to-video, George re della giungla 2, uscì in DVD nel 2003, ma solo quattro degli attori originali tornarono per il sequel.